# Triancyra gracilis
Triancyra gracilis är en stekelart som beskrevs av Kamath och Gupta 1972. Triancyra gracilis ingår i släktet Triancyra och familjen brokparasitsteklar. Inga underarter finns listade i Catalogue of Life.